# Maison Katić à Trstenik
La maison Katić à Trstenik (en serbe cyrillique : Катића кућа у Трстенику ; en serbe latin : Katića kuća u Trsteniku) se trouve à Trstenik, dans le district de Rasina, en Serbie. Elle est inscrite sur la liste des monuments culturels de grande importance de la République de Serbie (identifiant no SK 485),,.

## Présentation
La maison a été construite entre 1850 et 1875 pour la famille Katić, une riche famille de marchands,